# Edge of Darkness (phim 2010)
Bên lề bóng đêm hoặc Quyền lực và tội ác (tựa tiếng Anh: Edge of Darkness) là bộ phim hành động - tâm lý Mỹ năm 2010 của đạo diễn Martin Campbell. Phim có sự tham gia của diễn viên Mel Gibson và Ray Winstone. Edge of Darkness dựa theo một phim truyền hình có cùng tên năm 1985 của BBC.

## Nội dung
Thomas Craven là một thanh tra cảnh sát ở thành phố Boston, ông đang sống với cô con gái Emma. Trong một buổi tối, Emma bị chảy máu mũi và nôn mửa. Craven định đưa Emma đi bệnh viện, nhưng có kẻ bịt mặt dùng súng săn bắn chết Emma ngay trước cửa nhà.
Craven đau khổ trước cái chết của con gái, ông quyết tâm điều tra việc này. Craven tìm được một khẩu súng lục trong phòng ngủ của Emma. Ở đồn cảnh sát, ông kiểm tra người đứng tên khẩu súng và phát hiện ra đó là David, bạn trai của Emma. David đang sợ hãi một công ty tên là Northmoor, nơi anh và Emma từng làm việc. Emma đã phát hiện ra công ty Northmoor đang bí mật sản xuất vũ khí hạt nhân với các vật liệu của nước ngoài. Nếu những quả bom này được sử dụng, chúng sẽ bị lần theo đến quốc gia khác, chứ không phải nước Mỹ.
Tổng giám đốc Jack Bennett hợp tác với Thượng nghị sĩ Jim Pine. Bennett cho công ty Northmoor sản xuất vũ khí hạt nhân, trong khi Pine bao che cho công ty này hoạt động. Khi Emma biết được sự thật, Bennett liền tìm cách đầu độc cô và cử một đặc vụ đến bắn cô.
Craven đang đốt quần áo của Emma ở sân sau nhà, ông gặp được Jedburgh, một tư vấn viên người Anh quan tâm đến vụ án của Emma. Craven hẹn gặp một trong những người bạn của Emma để hỏi về công ty Northmoor, sau đó cô gái này bị đặc vụ của Northmoor tông chết. Craven cũng tìm đến người luật sư và Thượng nghị sĩ Pine, hai người mà trước đây Emma từng liên lạc, tiết lộ việc Craven đã biết gần hết mọi chuyện.
Bennett cử hai tên đặc vụ theo dõi và giết Craven, nhưng Craven gọi các đồng nghiệp bắt giữ hai tên này trước khi chúng ra tay. Bill, một đồng nghiệp của Craven, ghé thăm nhà Craven. Đi cùng với Bill còn có hai tên đặc vụ của Northmoor. Craven nhận ra Bill đã bán đứng mình, trước khi hai tên đặc vụ bắt cóc ông lên chiếc xe cứu thương. Craven tỉnh lại thấy mình bị nhốt trong công ty Northmoor, ông trốn thoát về nhà. Thân thể ông càng lúc càng yếu đi do hộp sữa ông uống bị bỏ độc.
Craven đến nhà Bennett, ông bắn chết các đặc vụ của Bennett, một trong số chúng là kẻ bắn Emma. Craven và Bennett bắn nhau, cả hai đều bị thương. Craven đổ hộp sữa có độc vào miệng Bennett, khiến hắn phải chạy đi lấy thuốc giải. Craven bắn thêm một phát súng kết liễu Bennett ngay trong nhà bếp. Trong khi đó, ở nhà của Thượng nghị sĩ Pine, Jedburgh cũng bắn chết Pine và hai gã cố vấn, để rồi ông bị viên cảnh sát trẻ tuổi bắn chết.
Một người phóng viên trẻ nhận được cái phong bì do Craven gửi đến, trong đó có chứa cái đĩa DVD do Emma quay lại để kể rõ toàn bộ sự thật về công ty Northmoor. Craven đang nằm hấp hối trong bệnh viện, ông không qua khỏi vì bị trúng độc cộng thêm vết thương đạn bắn. Bộ phim kết thúc với cảnh Craven và Emma đi ra khỏi bệnh viện, hai bố con cùng nhau đi về phía ánh sáng trắng.

## Diễn viên
- Mel Gibson vai Thomas "Tom" Craven
- Ray Winstone vai Darius Jedburgh
- Bojana Novakovic vai Emma Charlotte Craven
  - Gabrielle Popa vai Emma lúc nhỏ
- Danny Huston vai Jack Bennett
- Damian Young vai Thượng nghị sĩ Jim Pine
- Shawn Roberts vai David Burnham
- Jay O. Sanders vai Bill Whitehouse
- Caterina Scorsone vai Melissa
- Gbenga Akinnagbe vai Darcy Jones
- Frank Grillo vai Đặc vụ Một
- Peter Epstein vai Đặc vụ Hai